# Хяргас
Хяргас е солено, безотточно езеро в северозападна Монголия, 4-то по големина в страната. Площ 1468 km², обем 75,2 km³, средна дълбочина 31 m, максимална 75 m.
Езерото Хяргас е разположено южно от хребета Хан Хухийн Ула, в Хяргаската котловина, средната част на Котловината на Големите езера, на 1028,5 m н.в. и се явява краен, най-ниско разположен водоем в системата от езера Хар Ус, Дурген, Хар, Айраг, събиращи водите на реките Ховд и Завхан. Чрез къс проток е свързано в разположеното южно от него сладководно езеро Айраг, на 1030 m н.в., в което се влива река Завхан. Дължина от запад на изток 83 km, ширина до 31 km, площ на водосборния басейн около 170 000 km². Мииерализацията на водата е около 7,5 g/l. Замръзва през ноември, а се размразява през април. Бреговете му са ниски, пустинни, на места затревени и напълно безлюдни. Около него са разположени няколко древни езерни тераси с височина до 100 m. Езерото се обитава от един вид риба – голи осман, която има три екологични форми.